# Frei Gilson
Gilson da Silva Pupo Azevedo (São Paulo, 17 de diciembre de 1986), conocido como Frei Gilson (tdl. ‘Fraile Gilson’), es un sacerdote y cantante católico brasileño. Fraile carmelita, es conocido por liderar el ministerio Som do Monte (Son del Monte), que busca difundir mensajes religiosos a través de la música. Ganó prominencia a través de su trabajo en las redes sociales, convirtiéndose en una de las figuras religiosas más populares de Brasil. Su mayor éxito musical es la canción Eu Te Levantarei («Te levantaré»).

## Biografía
Frei Gilson nació en São Paulo el 17 de diciembre de 1986. Hijo de padres divorciados, fue criado por su madre y su abuela. Cuando tenía nueve años, su madre comenzó a asistir a la Iglesia católica e inscribió a su hijo en clases de catecismo. Gilson se interesó por la iglesia cuando empezó a tocar la guitarra en el grupo de oración dirigido por su madre en la favela Paraisópolis. A los 18 años entró en la vida religiosa uniéndose a la Congregación de los Carmelitas Mensajeros del Espíritu Santo. Fue ordenado sacerdote el 7 de diciembre de 2013.
Gilson ganó fama a través de su trabajo en las redes sociales. En abril de 2022, había alcanzado los 3 millones de seguidores en YouTube, convirtiendo su canal en uno de los diez más vistos entre los creadores de contenido religioso en Brasil. Ese mismo año, también acumuló un número similar de seguidores en Instagram. Además, obtuvo éxitos ampliamente difundidos en plataformas musicales, como Eu Te Levantarei («Te levantaré»), Eu Seguirei («Te seguiré») y Tu És o Centro («Tú eres el centro»).
En las redes sociales, Frei Gilson se hizo conocido por presentar transmisiones en vivo a altas horas de la noche en las que se rezaba el Rosario. En una notable transmisión del 25 de marzo de 2022, se le unió el obispo Dom José Ruy Gonçalves Lopes de la diócesis de Caruaru para consagrar Rusia y Ucrania al Inmaculado Corazón de María. En 2025, su transmisión en vivo del Rosario durante la Cuaresma superó el millón de espectadores. Respecto de sus transmisiones nocturnas, Gilson explica que la idea surgió como una forma de sacrificio personal durante la Cuaresma.

## Discografía
- 2015 - Salvos Pela Cruz
- 2016 - Santo Sacrifício
- 2017 - Redenção
- 2018 - Acústico Som do Monte
- 2018 - Eu Vou Crer em Ti
- 2019 - Revival Night
- 2020 - A Hora Milagrosa
- 2021 - Não Há Mais Vendaval
- 2023 - Frei Gilson In Concert